# Canneto (San Miniato)
Canneto è una località del comune di San Miniato, in provincia di Pisa, Toscana.

## Geografia fisica
Il piccolo borgo di Canneto è situato su di un'altura a 85 m d'altitudine all'estremità orientale del territorio comunale, lungo il corso del fiume Elsa, al confine con la località di Molin Nuovo del comune di Empoli, e quindi della città metropolitana di Firenze.

## Storia
Canneto nacque in epoca alto-medievale e si sviluppò come nucleo castellano con chiesa parrocchiale. La località è menzionata per la prima volta in un documento del 780, dove è ricordata come proprietà dei tre fondatori dell'abbazia di San Savino. Una chiesa situata a Canneto, intitolata a san Giorgio, è rammentata sin dal XIII secolo, quando figurò nell'estimo delle chiese della diocesi di Lucca del 1260 e nelle successive rationes decimarum.
Nel 1369 il borgo si unì ad altri centri della zona per ribellarsi a San Miniato, ponendosi sotto Firenze. Nel 1391 le truppe milanesi capitanate da Jacopo Dal Verme riuscirono per un breve periodo a sottrarre Canneto ai fiorentini.
Nei secoli successivi, Canneto si sviluppò come località agricola della campagna samminiatese. Nel 1745 sono censiti a Canneto 176 abitanti, poi aumentati a 255 nel 1840. Nel XIX secolo fu proprietà dei conti Bardi, che qui avevano una grande tenuta che si estendeva anche oltre l'Elsa, nel territorio empolese.
In seguito allo spopolamento del borgo avvenuto nel secondo dopoguerra, Canneto ha cessato di essere frazione del comune, venendo declassato a località. Nell'ultimo censimento in cui è registrata, quello del 1981, la località contava 49 abitanti.

## Monumenti e luoghi d'interesse
Canneto si presenta ancora come un piccolo borgo e presenta al centro la chiesa di San Giorgio Martire, un tempo sede di parrocchia.
Interessanti gli altri edifici ad uso civile, quali la fattoria e la villa padronale.